# ルブ・エル・ヒズブ

ルブ・エル・ヒズブ

ルブ・エル・ヒズブ（۞英語: Rub el Hizb、アラビア語: ربع الحزب、rubʿ al-ḥizb、「ルブ・アル＝ヒズブ」）は、八つの頂点がある星型多角形（八芒星）の記号の一種で、二つの正方形を重ねた形である。イスラム教の伝統的なシンボルの一つとなっており、イスラム圏の国の国章にも多く採用されている。
アラビア語で、ルブは「四分の一」を、ヒズブは「まとまり」「集まり」を意味する。クルアーン（イスラームの聖典）は114の章（スーラ）に分かれているが、各スーラの長さはばらつきが大きい。朗読を容易にするため、クルアーン全体を、長さがだいたい等しくなるように60に分けた巻を「ヒズブ」と呼ぶ（30に分けた巻を「ジュズウ」と呼ぶ）。各ヒズブはさらに四等分されており、四分の一（ルブ）毎に星形のマーク（۞）が書かれている。このマークが、ルブ・エル・ヒズブである。
イスラームの書道（カリグラフィー）においては、ルブ・エル・ヒズブは章の終わりを示すシンボルとして用いられる。Unicodeでは、ルブ・エル・ヒズブは U+06DE で表される。

## 使用

クアラルンプールに建つペトロナスツインタワーの43階の平面図。フロアの形状はルブ・エル・ヒズブを引用している。

ルブ・エル・ヒズブは次のようなものに使われている。
- モロッコにあったマリーン朝およびサアド朝の旗
- トルクメニスタンの国章
- ウズベキスタンの国章

- カザフスタンの政党・アザト党の旗 [2]
- カザフスタンの税関の旗
- カザフスタンで1990年代に使われ、現在の国旗のもととなった非公式な国旗
- ボスニア・ヘルツェゴビナ紛争時の、ボスニア・ヘルツェゴビナ共和国内務省の特別警察部隊「ボスナ」の徽章。ボスナはサラエヴォ包囲では重要な役割を果たした
- カイロ地下鉄のマーク

1258年から1659年にかけてのモロッコの国旗
2003年以降のトルクメニスタンの国章
1992年7月2日に制定されたウズベキスタンの国章
1990年代に用いられたカザフスタンの非公式な旗
カザフスタンの税関旗
カザフスタンのアザト党の旗
『インディ・ジョーンズ/最後の聖戦』の舞台となる、架空のハタイ共和国の国旗
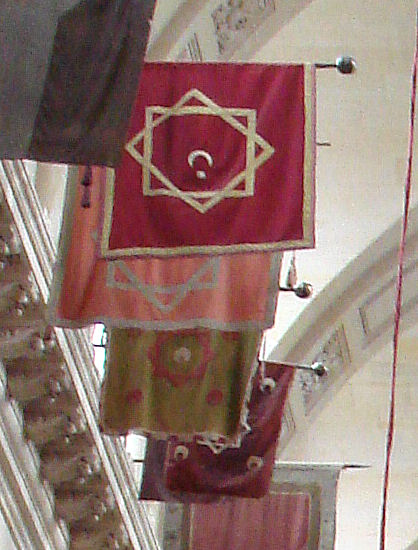
1844年のイスリーの戦い（Battle of Isly）でフランス軍がモロッコ軍から奪った戦利品の旗
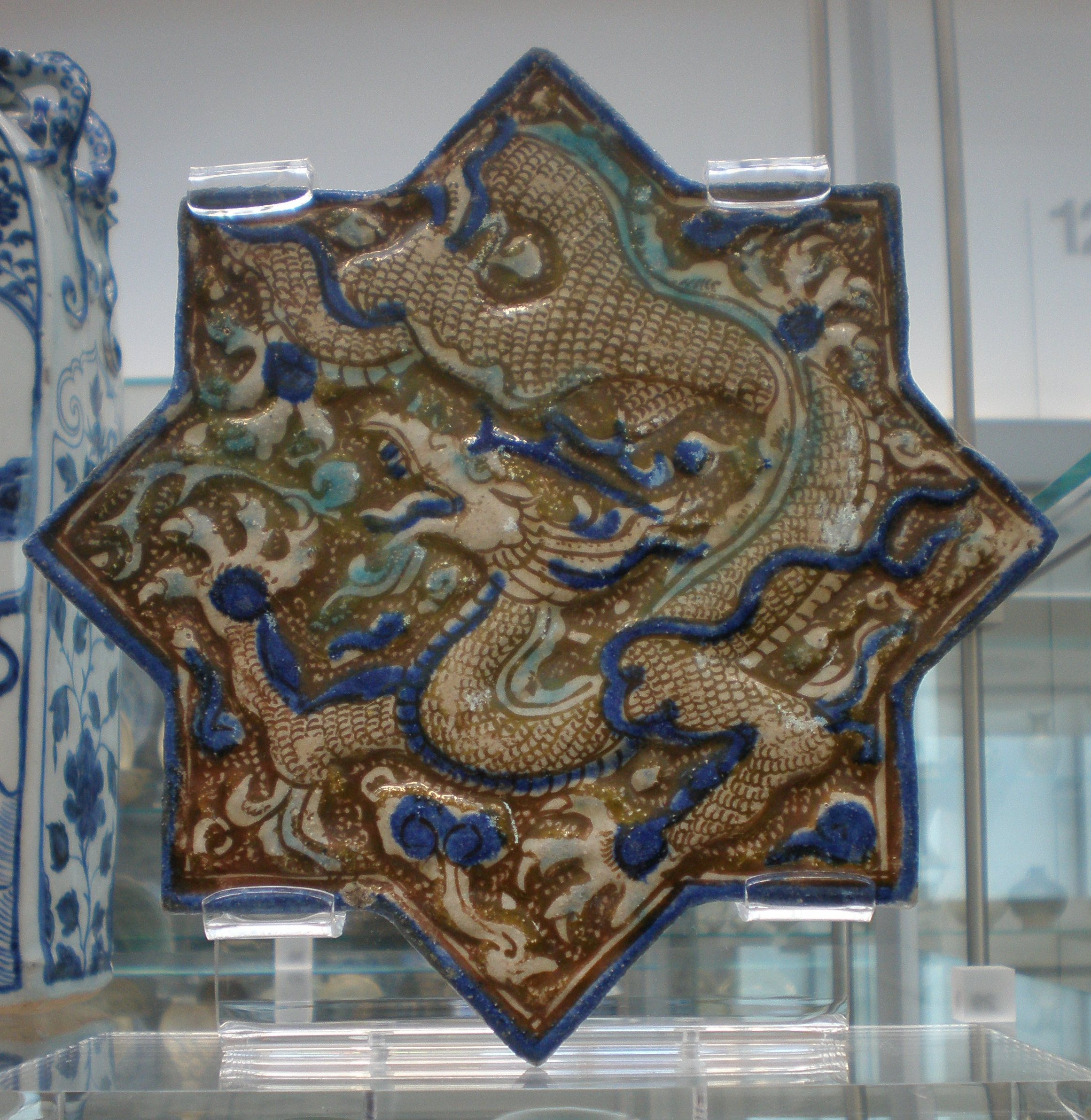
ルブ・エル・ヒズブの中に青竜をあしらったイル・ハン朝時代の建物のタイル
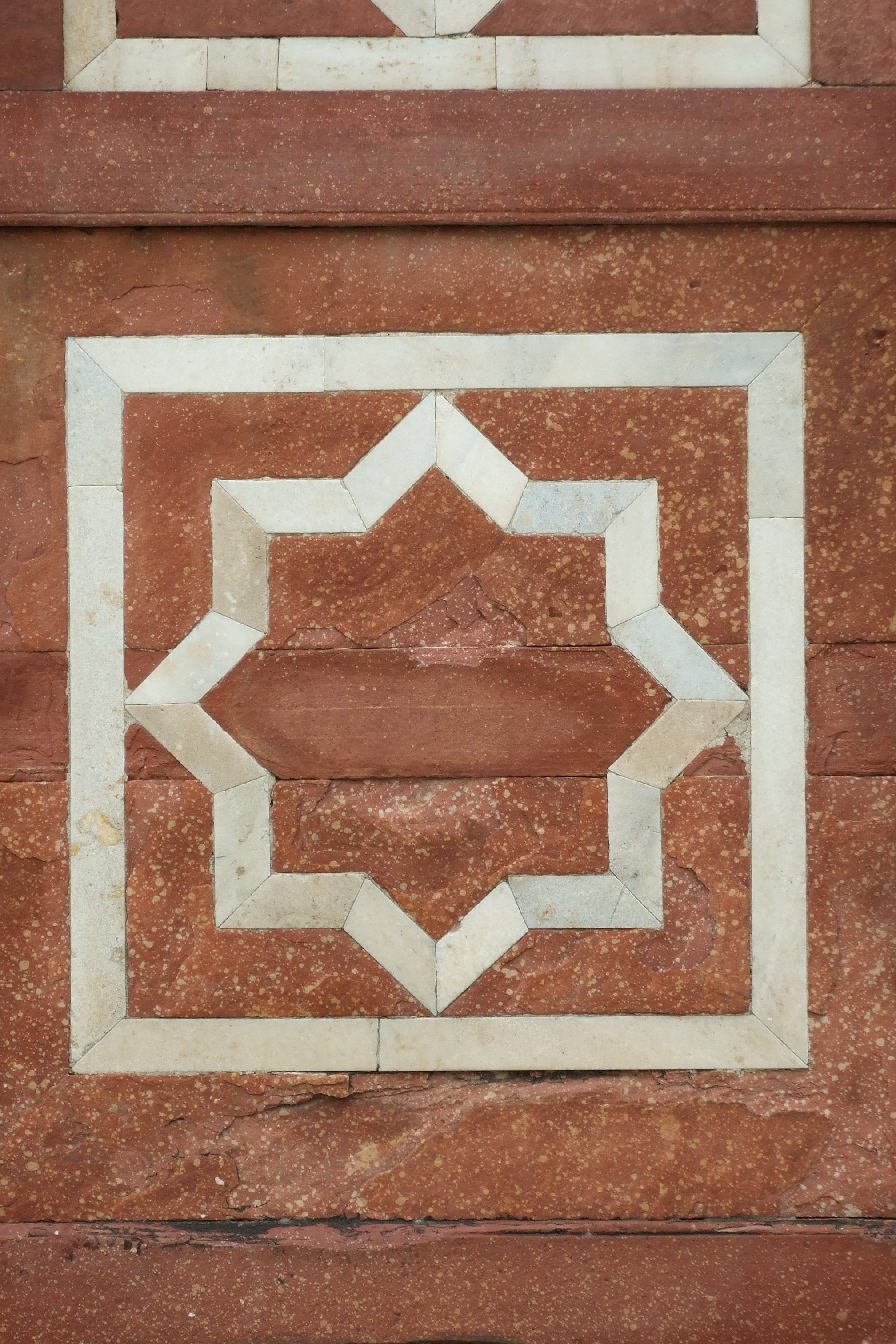
インドのデリーにあるフマーユーン廟（1572年建設）に描かれたルブ・エル・ヒズブ
カイロ地下鉄のロゴ

## アル＝クッズの星

アル＝クッズの星

「アル＝クッズの星」（英語: al-Quds star, アラビア語: نجمة القدس, najmat al-Quds）は、エルサレム（アラビア語でアル＝クッズ、アル＝クドゥス）のシンボルとして用いられるルブ・エル・ヒズブの一種である。ウマイヤ朝が建てた岩のドームの八角形の平面図に基づいてデザインされた。
2009年のアラブ文化首都にエルサレム（アル＝クッズ）が選ばれた際のロゴマークや、ヨルダン川西岸地区のラマッラーに本店を置くアル＝クッズ銀行のロゴマークなどに用いられている。